# 민영석
민영석(1967년 3월 14일 ~ )은 대한민국의 재즈 기타리스트이다.

## 생애
연세대학교 지질학과를 졸업하였고, 현대 재즈 기타에 크게 영향을 끼친 믹 구드릭(영어: Mick Goodrick)의 연주를 듣고 재즈를 공부할 것을 결심, 미국으로 건너가 버클리 음악대학에서 Jazz Performance, 뉴잉글랜드 컨서버토리에서 Contemporary Improvisation을 전공하였다. 그는 믹 구드릭, 존 애버크롬비(영어: John Abercrombie), 조지 러셀(영어: George Russell), 랜 블레이크(영어: Ran Blake) 등의 연주자를 오랫동안 사사하며 1994년 본격적으로 활동을 시작하면서 드러머 마틴 버너트(영어: Martin Bernert), 오스트리아 출신의 베이시스트 스태판 헬드(영어: Stefan Held)등이 포함된 Kaleidoscope라는 팀을 결성하여 보스턴, 도쿄, 서울의 용산 전쟁기념관 등에서 내한 공연을 가졌다. 이후 2009년까지 뉴욕, 보스톤 등지에서 존 락우드(영어: John Lockwood)와 오스틴 맥마혼(영어: Austin Mcmahon)과 트리오를 결성하여 활동하였다.
2009년 귀국 후 The Frontline of Jazz라는 음반을 발표하였다.

## 출신학교
- 한성고등학교
- 연세대학교 지질학과 학사
- 버클리 음악대학 Jazz Performance 학사
- 뉴잉글랜드 컨서버토리 Contemporary Improvisation 석사

## 음반
- 《Time After Time(New Directions In Traditional Music 01)》 2003년 참여
- 《Contour Line》 2004년 발표
- 《Time After Time》 2008년 참여
- 《The Frontline Of Jazz》 2010년 발표

## 참조
1. ↑   The Frontline '재즈 트리오 '프론트라인' 첫 앨범 출시'《연합뉴스》, 2010년 3월 22일